# فلورنس چمبرز
فلورنس چمبرز (به انگلیسی: Florence Chambers) (زادهٔ ۲ نوامبر ۱۹۰۷) شناگر اهل ایالات متحده آمریکا است.